# Salassa mesosa
Salassa mesosa är en fjärilsart som beskrevs av Jordan 1910. Salassa mesosa ingår i släktet Salassa och familjen påfågelsspinnare. Inga underarter finns listade.